# Lac Walker
Der Lac Walker ist ein See in der Verwaltungsregion Côte-Nord in der kanadischen Provinz Québec.

## Lage
Der 42 km² große Lac Walker befindet sich 25 km westnordwestlich von Port-Cartier im Süden der Labrador-Halbinsel in der MRC Sept-Rivières. Der langgestreckte See hat eine Nord-Süd-Ausrichtung. Er liegt auf einer Höhe von 100 m und erstreckt sich über eine Länge von 33 km. Die maximale Breite liegt bei etwa 2 km. Seine maximale Tiefe beträgt 280 m. Damit ist er der tiefste See in Québec. In das nördliche Seeende münden die Flüsse Rivière Gravel und Rivière Schmon. Am südlichen Ende entwässert der Rivière aux Rochers den Lac Walker.

## Etymologie
Der See wurde nach Sir Hovenden Walker (1656–1725 oder 1728), einem britischen Admiral irischer Herkunft, benannt.